# Phthonoloba fasciata
Phthonoloba fasciata är en fjärilsart som beskrevs av Moore 1888. Phthonoloba fasciata ingår i släktet Phthonoloba och familjen mätare. Inga underarter finns listade i Catalogue of Life.